# Göte Johansson (företagsledare)
Göte Johansson, född 2 februari 1911 i Borås, död 1981, var en svensk företagsledare och VD för konfektionsföretaget Algots.
Han var son till konfektionsfabrikören Algot Johansson och Hildur, ogift Johansson. Han blev 1932 disponent för Algot Johansson AB i Borås och efterträdde 1957 sin far som VD för företaget. År 1974 blev han styrelseordförande för företaget, som försattes i konkurs 1977. 
Göte Johansson var styrelseledamot i Konfektionsindustriföreningen, Boråsortens konfektionsindustriförening, Svenska Handelsbanken i Borås, Boråskretsen av Sveriges konfektionsindustriförbund, Sveriges konfektionsindustriförbund, AB Alf Stigens fabriker och Svenska Handelsbanken i Stockholm.
Han gifte sig 1939 med Brita Torell (1912–1983), dotter till köpmannen David Torell och Bärta, ogift Johansson. Makarna bodde i Borås men flyttade på 1970-talet till Sachsein, Schweiz. Deras son Göte-David Johansson (född 1943) har också varit VD för Algots.
Makarna är begravda i en familjegrav på Borås Sankta Birgittas kyrkogård, där även Götes föräldrar vilar.